# Флеботодермия
Флеботодермия (лат. phlebotodermia; москитный дерматоз) — энтомоз, распространенный в жарких странах зудящий дерматоз, возникающий в результате сенсибилизации организма человека к секрету слюнных желез москитов рода Phlebotomus, проявляется зудящей узелковой сыпью.

## Этиология  и эпидемиология
Возбудители — москиты (подсемейство Phlebotominae семейства бабочниц отряда двукрылых). Переносчиками бывают только самки, высасывающие кровь (гонотрофическая гармония).
Болезнь распространена в зоне жаркого климата, особенно в странах Ближнего Востока. Встречается и в Средней Азии. В странах с умеренным климатом заболевание имеет сезонный характер (лето, осень).
Предрасполагающим фактором являются: глистная инвазия, малярия, некоторые другие тропические паразитарные заболевания.

## Клиническая картина и патогенез
По характеру течения флеботодермии делятся на острые и хронические.
В местах укусов москитов появляются пятна бледно-розового цвета, с точечной геморрагией в центре, вскоре переходящие в возвышающиеся белесовато-перламутровые зудящие папулы, нередко с небольшим пузырьком на вершине.
Постепенно папулы уплотняются и превращаются в пруригинозные узлы, часто покрытые серозно-кровянистыми корочками, сопровождающиеся биопсирующим зудом и жжением кожи. Часты вторичные пиококковые высыпания.
Течение заболевания длительное (1—6 месяцев, до нескольких лет).
При гистологическом исследовании отмечаются акантоз и гиперкератоз эпидермиса, в дерме — диффузная инфильтрация фибробластами, дистрофия коллагеновых, эластических волокон и нередко гиперплазия и дистрофия нервных пучков.
Клиническая картина флеботодермии характеризуется появлением на открытых участках кожи (тыл кистей, предплечье, голень, лицо) небольших (от 1 см в диаметре) отёчных папул, что сопровождается жжением и лёгких зудом. После повторных укусов насекомых папулы могут трансформироваться в более плотные дермально-гиподермальные узлы, при этом появляется интенсивный зуд. Узлы могут возникать и на закрытых участках тела.
Немедленная реакция на укус москита состоит в покраснении кожи, появлении волдыря и зуда. При запоздалой реакции обычно возникают отёк и жгучий зуд. Немедленная реакция чаще  непродолжительна, поздняя может сохраняться несколько часов, дней или недель. Реакция гиперсенситивности бывает трёх типов: уртикарная, туберкулиновая и экземоидная. Иногда наблюдается феномен Артюса с некрозом кожи. Отмечается сезонное усиление реакции на укус москита, при этом более выраженный отёк и высыпания могут сопровождаться осложнениями, такими как лихорадка, общее недомогание, генерализованный отёк, сильная тошнота и рвота, а также некроз кожи с последующим рубцеванием.
Возможно осложнение гнойничковыми заболеваниями кожи (см. Пиодермия).
Москиты, кусая людей, заражают их различными трансмиссивными болезнями, так как эти насекомые — специфические переносчики возбудителей флеботомной лихорадки и других арбовирусных инфекций, кожного и висцерального лейшманиозов, бартонеллёза.

## Лечение
Дифференцируют флеботодермию с узловатой почесухой, крапивницей, высыпаниями, вызванными укусами блох, клопов, клещей, вшей (см. Ужаления и укусы насекомых).
Лечение проводят гипосенсибилизирующими средствами, витаминами группы B, применяют аутогемотерапию, противозудные средства. В тяжёлых случаях назначают кортикостероиды. При осложнении пиодермией назначают антибиотики.
Прогноз благоприятный.

## Разновидности
Харара (hararа) — сезонная многоформная крапивница, развивается после повторных укусов москитов и по течению близка к флеботодермии; характеризуется выраженным зудом, папуловезикулезными, а в дальнейшем плотными узловатыми высыпаниями на конечностях, лице и туловище и длительным течением.
Москитоз (moscitosis) — дерматоз, вызываемый воздействием слюны москитов при укусе, характеризующийся уртикарными или папулезными высыпаниями.